# Soto ayam

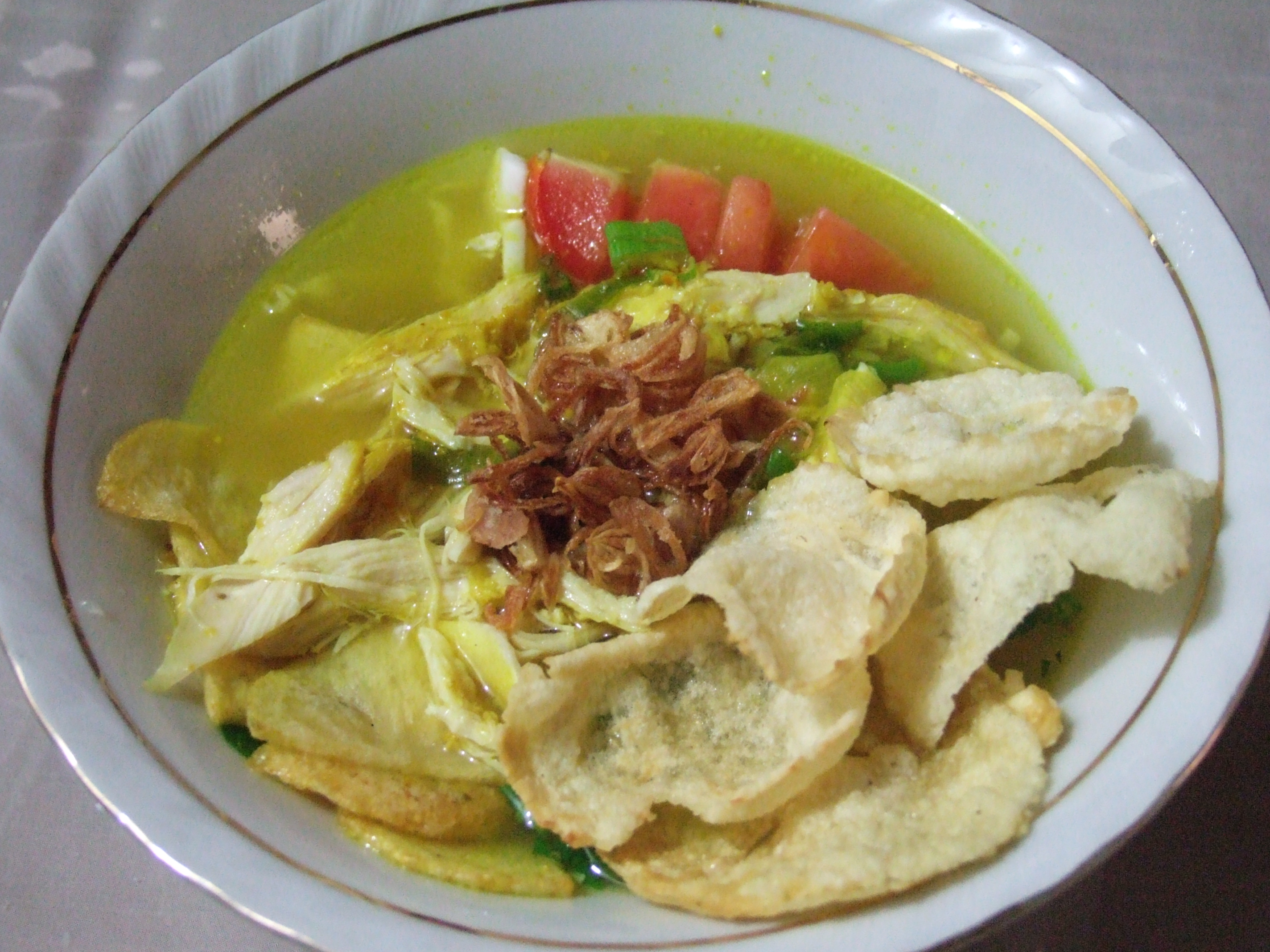
Soto ayam.

El soto ayam es un plato de sopa con pollo especiado y acompañado de vermicelli. Se trata de un plato muy común de Indonesia, Singapur y Malasia. La sopa es de un color amarillo color debido al uso de cúrcuma. Junto con el pollo, la sopa se sirve con huevo duro, rodajas de patatas fritas, algunas hojas de apio y chalotas. A veces se añaden algunas unas rodajas de lontong (rollos comprimidos de arroz). En algunas ocasiones los cocineros añaden koya, una especia en polvo con ajo y gamabas o un medio amargo como sambal (coloreado en naranja).

## Variantes
En las diferentes regiones se tienen variaciones de este plato, por ejemplo:
- Soto Ambengan, originario de Ambengan, Surabaya. El soto Ambengan es famoso por llevar koya.
- Soto Banjar
- Soto Kudus
- Soto Lamongan
- Soto Medan
- Soto Semarang